# Співаківська сільська рада
| Співаківська сільська рада — колишній орган місцевого самоврядування у Новоайдарському районі Луганської області з адміністративним центром у с. Співаківка. Історична дата утворення: в 1929 році. Водоймища на території, підпорядкованій даній раді: річка Айдар. Сільській раді підпорядковані населені пункти: - с. Співаківка |

## Склад ради
Рада складається з 12 депутатів та голови.

### Керівний склад ради
| ПІБ                            | Основні відомості                                                 | Дата обрання | Дата звільнення |
| ------------------------------ | ----------------------------------------------------------------- | ------------ | --------------- |
| Воронкіна Валентина Миколаївна | Сільський голова, 1966 року народження, освіта                    | 26.03.2006   | 31.10.2010      |
| Воронкіна Валентина Миколаївна | Сільський голова, 1966 року народження, освіта вища, позапартійна | 31.10.2010   |                 |

Примітка: таблиця складена за даними джерела